# Eusandalum latifrons
Eusandalum latifrons är en stekelart som först beskrevs av Karl-Johan Hedqvist 1970.  Eusandalum latifrons ingår i släktet Eusandalum och familjen hoppglanssteklar. Inga underarter finns listade i Catalogue of Life.